# Mistrzostwa Europy w Lekkoatletyce 1946 – rzut młotem mężczyzn

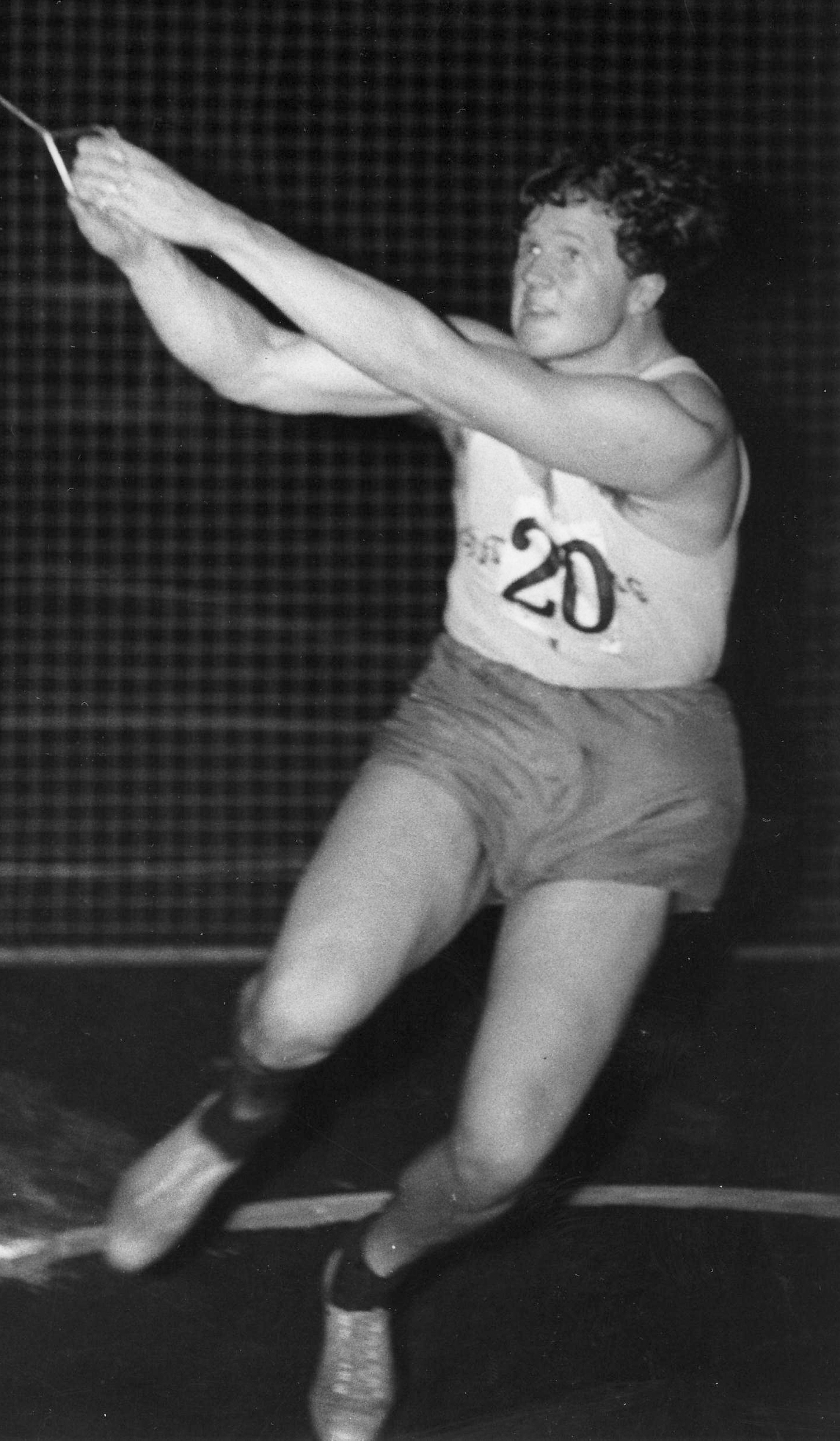
Bo Ericson

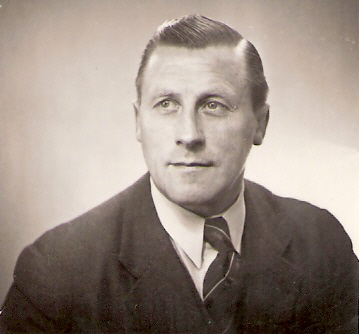
Eric Johansson

Rzut młotem mężczyzn był jedną z konkurencji rozgrywanych podczas III Mistrzostw Europy w Oslo. Kwalifikacje i finał zostały rozegrane w czwartek, 22 sierpnia 1946 roku. Zwycięzcą tej konkurencji został Szwed Bo Ericson. W rywalizacji wzięło udział jedenastu zawodników z dziesięciu reprezentacji.

## Rekordy
| Rekord świata     | Erwin Blask (GER) | 59,00 | Sztokholm, Szwecja | 27.08.1938 |
| Rekord Europy     | Erwin Blask (GER) | 59,00 | Sztokholm, Szwecja | 27.08.1938 |
| Rekord mistrzostw | Karl Hein (GER)   | 58,77 | Paryż, Francja     | 04.09.1938 |

## Wyniki

### Kwalifikacje
| Miejsce | Zawodnik           | Wynik | Uwagi |
| ------- | ------------------ | ----- | ----- |
| 1       | Bo Ericson         | 53,60 | Q     |
| 2       | Eric Johansson     | 52,29 | Q     |
| 3       | Hans Houtzager     | 51,46 | Q     |
| 4       | Duncan Clark       | 50,81 | Q     |
| 5       | Teseo Taddia       | 50,12 | Q     |
| 6       | Aleksandr Szechtel | 49,90 | Q     |
| 7       | Imre Németh        | 48,47 | Q     |
| 8       | Jaroslav Knotek    | 48,37 | Q     |
| 9       | Reino Kuivamäki    | 47,41 |       |
| 10      | Gunnar Christensen | 45,94 |       |
| 11      | Ivan Gubijan       | 45,11 |       |

### Finał
| Miejsce | Zawodnik           | Wynik |
| ------- | ------------------ | ----- |
| 1       | Bo Ericson         | 56,44 |
| 2       | Eric Johansson     | 53,54 |
| 3       | Duncan Clark       | 51,32 |
| 4       | Imre Németh        | 50,03 |
| 5       | Hans Houtzager     | 49,86 |
| 6       | Teseo Taddia       | 48,63 |
| 7       | Aleksandr Szechtel | 46,24 |
| 8       | Jaroslav Knotek    | 46,04 |